# Ushahidi
Ushahidi ('testimoni' en suahili) és una companyia sense ànim de lucre que s'especialitza en el desenvolupament de programari lliure i de codi obert per a la recollida d'informació, la visualització i el mapping interactiu. La filosofia d'aquest sistema és que tothom aporti el seu granet de sorra en temps real en una situació d'emergència o de desastre al món. Es tracta de fer un ús d'internet amb finalitat d'ajuda mútua i amb informació vinguda directament dels ciutadans i, per tant, amb moltíssima més força de treball. Aquest sistema neix de la solidaritat entre els individus en situacions extremes.
El sistema de funcionament d'Ushahidi s'ha exportat en molts casos diferents i en molts països del món. La seva base és la participació ciutadana, aconseguint així una gran rapidesa a l'hora de crear nova informació gràcies als milers de persones que s'hi registren i en prenen part.

## Origen
Ushahidi, que significa 'testimoni' en Suahili, és un lloc web que va ser desenvolupat inicialment per cartografiar les denúncies de violència a Kenya després de les seqüeles post-electorals de principis de 2008. Van ser uns comicis municipals en què es va acusar al partit guanyador de frau electoral, i molts manifestants van protagonitzar escenes violentes per tot el país en senyal. Aquestes acusacions de tupinada acabarien sent confirmades més tard per observadors internacionals. Així doncs, les arrels de la plataforma Ushahidi són a la col·laboració dels ciutadans de Kenya en un moment de crisi. La pàgina web original va ser usada per informar dels incidents de violència tribals a tot el país, així com dels esforços de pau que es duien a terme. Aquest lloc web va arribar a tenir 45.000 usuaris a Kenya, un exemple model de coneixement basat en el proveïment participatiu que s'ha estès arreu del món.

## Com s'elabora el mapa
El mapa que elabora Ushahidi, en anglès anomenat crowdmap, es construeix a partir de les petites aportacions de tots els usuaris però és l'equip que hi ha darrere de l'empresa la que s'encarrega de gestionar i administrar totes les ajudes que es reben. Un dels avenços que la tecnologia de l'empresa ha implementat és la no necessitat d'haver d'instal·lar un servidor web.

## Usos

### 2010

#### Haití
En el Terratrèmol d'Haití del 2010, que va deixar més de 200.000 morts segons els últims recomptes del govern haitià, Ushahidi va ser una eina important perquè tots els afectats que tenien accés a internet poguessin aportar el seu granet de sorra sobre l'estat de les carreteres i comunicacions després del terratrèmol. El resultat va ser que al cap de poques hores, més de 40.000 persones ja havien col·laborat amb la plataforma ajudant a dibuixar un mapa actualitzat de l'estat de les carreteres del país.

#### Xile
De la mateixa forma com Ushahidi va aparèixer a Haití l'any 2010 arran d'un terratrèmol, el mateix va passar un mes després a Xile, on es va fer ús d'aquesta tecnologia després que un sisme encara major que el d'Haití deixés una part de Xile paralitzat.

#### Washington DC
Durant les fortes nevades de l'any 2010 a la capital nord-americana, el diari Washington Post i l'empresa PICnet van elaborar un software perquè els usuaris poguessin explicar com estava la situació en els seus punts.

#### Rússia
El país ho va utilitzar per un mapa d'ajuda pels voluntaris que volien contribuir a apagar incendis forestals.

### 2011

#### Christchurch
El Mapa de recuperació de la ciutat neozelandesa de Christchurch va iniciar-se just passades 24 hores del terratrèmol que va afectar la ciutat el dia 22 de febrer. Al cap de poques hores, els diferents usuaris d'aquesta plataforma ja havien creat un complet mapa de punts d'atenció sanitària, de serveis, de lavabos, combustible...

#### Orient Mitjà
La plataforma Ushahidi també va ser clau amb els esdeveniments que es van produir al Pròxim Orient amb els fets de la primavera àrab. Ushahidi va donar l'opció a tots els ciutadans de països com Egipte o Líbia, entre molts d'altres, a que expliquessin sobre el terreny quins fets estaven succeint. Accions com les que van dur a terme usuaris d'Ushahidi van causar, per exemple, que caigués un règim com el de Mubarak a Egipte.

#### Índia
L'Índia també ha usat aquesta tecnologia dins del seu país per informar de problemes cívics, de crims i de corrupció. La implementació d'aquest coneixement va suposar un gran avenç per l'Índia, però la plataforma Ushahidi ja s'havia començat a estendre arran d'unes eleccions l'any 2009, un model d'ús de la plataforma molt proper al que se'n va fer a Kenya.

#### Japó
El desastre de Fukushima també va ser testimoniat en directe per Ushahidi, que va posar una vegada més la seva tecnologia a disposició dels internautes perquè expliquessin a la xarxa què estava passant i perquè els internautes poguessin ajudar-se.

#### Austràlia
La televisió australiana va fer servir la plataforma perquè la gent pogués explicar què passava i quines necessitats tenien en l'episodi d'inundacions d'Austràlia a principi de l'any 2011.

#### Macedònia
En aquest país es va fer posar aquesta tecnologia a l'abast dels usuaris per posar de manifest casos de corrupció política.

### 2012

#### Balcans(Bòsnia Hercegovina,Croàcia,Sèrbia,Montenegro,Macedònia)
En tots aquests països, la plataforma Ushahidi va tenir un paper important.

#### Armènia
Es va usar per fer el seguiment de les eleccions del 6 de maig.

### 2013
Altra vegada Armènia va tornar a fer ús d'aquesta tecnologia per denunciar la corrupció en el sistema educatiu armeni.